# Con Air
Con Air (bra: Con Air - A Rota da Fuga; prt: Con Air - Fortaleza Voadora) é um filme de ação lançado em 1997. Foi o primeiro filme de Jerry Bruckheimer sem o parceiro Don Simpson, e a estreia do diretor Simon West.

## Sinopse
Cameron Poe (Nicolas Cage) é um soldado rangers, que foi dispensado da Tempestade no Deserto e voltou para casa, ver a esposa grávida Tricia (Monica Potter). Durante o reencontro romântico dos dois num bar, três homens embriagados se aproximam do casal e começam a assediar Tricia apenas na intenção de provocar Cameron(que eles conhecem vagamente e sabem que é um ex-patrulheiro), que inicialmente ignora as intimidações, mas a insistência do trio de encrenqueiros gera uma briga do lado de fora do bar, onde Cameron acidentalmente mata um dos três em autodefesa. Em um julgamento, é considerado muito perigoso por seu alto treinamento militar e preso por assassinato por 7-10 anos. Sua filha nasce enquanto ele está na cadeia.
7 anos depois, Cameron ganha a liberdade condicional, e pega carona para voltar para casa (e ver a filha em seu aniversário) em Con Air, um avião que transporta os assassinos mais perigosos do mundo. Mas a situação se torna delicada quando os bandidos sequestram a aeronave, e Poe é obrigado a tomar partido na situação, batendo de frente com Cyrus Grisson, conhecido como "O Vírus", um assassino muito inteligente e perigoso que é o líder dos detentos e sobretudo do sequestro da aeronave em si.

## Elenco
Presidiários
- Nicolas Cage: Cameron Poe - Protagonista da história. Um ex-patrulheiro das forças armadas americanas que é preso por matar um homem em legítima defesa afim de defender-se a si mesmo e á sua esposa.

- John Malkovich: Cyrus 'O Vírus' Grisson - Principal vilão do filme. Um gênio do crime que se torna o líder da rota de fuga, tendo controle não só sobre os demais detentos de Con Air, como também fazendo alguns policiais a bordo de reféns.

- Ving Rhames: Nathan 'Diamond Dog' Jones - Braço-direito de Cyrus, sendo o segundo no comando do sequestro de Con Air. É um negro nacionalista e um rebelde terrorista convicto.

- Steve Buscemi: Garland Greene 'O Estrangulador de Marietta' - Um notório serial killer conhecido por sufocar suas vítimas até a morte, enforcando com seus próprios braços apesar de não possuir muita força física. Mesmo que a princípio se mostre ameaçador, Garland não é de todo mau, mas é um ser traumatizado que teve má sorte na vida e vai se revelando assim ao longo da trama, tanto que serve de alívio cômico(e ao mesmo tempo tem um pano de fundo dramático e compassivo) em alguns momentos, visto que não é leal a Cyrus e não costuma seguir suas ordens, agindo por conta própria. Seu intérprete Steve Buscemi e o diretor West basearam o personagem em grandes nomes de assassinos da vida real, tais como Ted Bundy, Ed Gein, Jeffrey Dahmer, John Wayne Gacy e Charles Manson.

- Dave Chappelle: Joe 'Pinball' Parker - Um criminoso de menor grau preso por roubo e tráfico de armas e drogas. Serve como um capanga de menor importância na história, geralmente responsável pela bagagem da aeronave.

- Mykelti Williamson: Mike 'Baby-O' O'Dell - Companheiro de cela de Cameron, com quem cria uma boa amizade e essa se segue pro resto do filme. Mike é diabético e seus remédios estão sob os cuidados de Cyrus e sua gangue, cabendo a Cameron confiscá-los, já que o próprio Mike está debilitado demais para fazê-lo.

- Nick Chinlund: William 'Billy Bedlam' Bedford - Assassino em massa condenado pelo assassinato da família de sua ex-mulher.

- Danny Trejo: John 'Johnny 23' Baca - Um estuprador em série, conhecido e apelidado por seus inúmeros delitos sexuais. Costuma tentar seduzir a policial Sally Bishop(que é refém dos bandidos) durante o voo.

- M.C. Gainey: Swamp Thing - O piloto da aeronave a mando de Cyrus, sendo um de seus principais aliados.

- Renoly Santiago: Ramon 'Sally-Can't Dance' Martinez - Um detento transgênero preso por narcotráfico. Serve de certa forma como um alívio cômico pra história.

Policiais
- John Cusack: Vince Larkin

- Rachel Ticotin: Sally Bishop

- Colm Meaney: Duncan Malloy

Outros
- Monica Potter: Tricia Poe - Esposa grávida de Cameron, que a defende numa briga contra três homens em que acaba matando um deles e vai preso. Tricia da á a luz á filha do casal enquanto o marido está preso.

- Landry Allbright: Casey Poe - Filha de Cameron e Trícia que nasce enquanto o pai está preso, portanto, cresce sem o convívio paterno(sendo criada apenas por sua mãe), mas se comunica com seu pai por cartas durante o tempo em que ele está na prisão.